# Copa Kamuzu de Malawi
La Copa Kamuzu de Malawi fou una competició futbolística de Malawi.
Començà com un trofeu donat pel governador de Nyasaland, Sir Robert Armitage, el 1957 a la Nyasaland African Football Association (NAFA). El 1964 al trofeu fou anomenat Kamuzu Cup en honor del "fundador de la nació" Dr. Hastings Kamuzu Banda. Inicialment fou disputat per seleccions interprovincials i interregionals.

## Historial
Font:
- 1957: Southern Province
- 1958: Northern Province
- 1959-61: no es disputà
- 1962: Southern Province South
- 1963: Northern Region
- 1964: Southern Region South
- 1965: Central Region
- 1966: Southern Region A
- 1967: Central Region
- 1968: Northern Region
- 1969-73: desconegut
- 1974: Bata Bullets
- 1975: Bata Bullets
- 1976: Yamaha Wanderers
- 1977: Sucoma FC
- 1978: Hardware Stars
- 1979: Bata Bullets
- 1980: Bata Bullets
- 1981: Bata Bullets
- 1982: Limbe Leaf Wanderers
- 1983: Bata Bullets
- 1984: Berec Power Pack
- 1985: Limbe Leaf Wanderers
- 1986: Bata Bullets
- 1987: Silver Strikers
- 1988: Admarc Tigers
- 1989: MITCO FC
- 1990: Admarc Tigers
- 1991: Silver Strikers
- 1992: Bata Bullets
- 1993: Sucoma FC
- 1994: Silver Strikers
- 1995: Silver Strikers
- 1996: Uniprint Stars
- 1997: Telecom Wanderers
- 1998: no es disputà
- 1999: no es disputà la final
- 2000-05: no es disputà
- 2006: Kasungu Police